# Theresa Ferrara

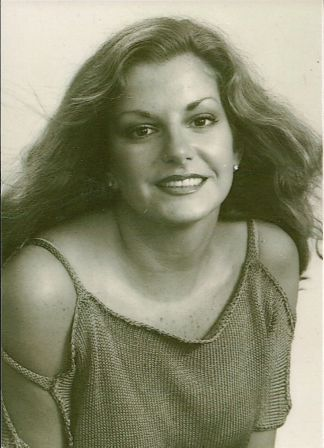
Theresa Ferrara

Theresa Ferrara (* 1952 in Five Towns, Long Island, New York; † 10. Februar 1979) war eine Italo-Amerikanerin, die sich in den 1970er Jahren im Mafiaumfeld der Lucchese-Familie bewegte und wahrscheinlich als Informantin für das FBI tätig war.

## Verbindungen zum Mob
Ferrara war eine entfernte Verwandte des Mafiabosses Carlos Marcello aus New Orleans. Als junge Frau zog sie von Long Island nach New York (Ozone Park, Queens), um eine Karriere als Model oder Filmschauspielerin zu beginnen. Ferrara lernte den Gangster Thomas DeSimone kennen und begann 1972 eine Affäre mit dem verheirateten DeSimone. DeSimone war als Gangster in der Lucchese-Familie „tätig“ und privat und „geschäftlich“ eng mit James Burke und Henry Hill verbunden.
Ferrara war häufig in Robert's Lounge in South Ozone Park, Queens, New York zugegen. Robert’s Lounge gehörte James Burke und war ein Treffpunkt der New Yorker Unterwelt. Später besuchte sie auch Henry Hills The Suite in Queens regelmäßig. Während dieser Zeit begann Ferrara mit Drogen zu handeln. Außerdem eröffnete sie einen Schönheitssalon in Bellmore, Long Island, und begann dort Kokain zu verkaufen. Im Sommer 1977 wurde sie verhaftet, als sie versuchte, einem Undercoveragenten der Drug Enforcement Administration Drogen zu verkaufen. Da ihr eine langjährige Haftstrafe drohte, willigte sie ein, Polizeispitzel zu werden.
1978 beschlossen Ferrara und der Kriminelle Richard Eaton, die Lucchese-Familie zu betrügen und sie bei einem Kokain-Deal in Fort Lauderdale, Florida um Kokain im Wert von 250.000 US$ zu bringen. Ferrara und Eaton standen bei der Mafia ebenso in Verdacht, Geld, das bei dem Lufthansa-Raub erbeutet worden war, unterschlagen zu haben.

## Informantin für die Regierung
Zwischen 1977 und 1979 bespitzelte Ferrara den Caporegime der Lucchese-Familie Paul Vario. Die von ihr gelieferten Informationen führten dazu, dass ein großer Kokain-Deal am 11. November 1978 vereitelt werden konnte. Die Coast Guard und die DEA konnten 30 Tonnen Kokain in Flushing, Queens sicherstellen. Trotzdem gelang es ihnen nicht, die Hintermänner festzunehmen. Hinter dem Deal vermutete man „Jimmy“ Burke und Tom Monteleone.
Vario war wegen dieses Deals und auch wegen des geplatzten Florida-Deals außer sich und verdächtigte Ferrara. Gleichzeitig war Burke dabei, seine Komplizen aus dem Lufthansa-Raub (Dezember 1978) zu ermorden, um Mitwisser zu beseitigen. Dass Ferrara ebenfalls Mitwisserin war, erhöhte ihre Lebensgefahr nur noch.

## Tod
Am 10. Februar 1979 erhielt Ferrara einen Telefonanruf in ihrem Schönheitssalon. Sie sagte ihrer neunzehnjährigen Nichte Maria Sanacore, dass sie jemanden in Long Island treffen werde und sie eine Chance hätte, „10.000 Dollar zu machen“. Ferrara tauchte nie wieder auf. Am 18. Mai 1979 wurde eine verstümmelte Frauenleiche im Barnegat Inlet, einer Meerenge, die den Island Beach State Park und die Barnegat-Halbinsel Peninsula von der Long Beach Island (Ocean County, New Jersey) trennt, gefunden.
Eine Autopsie führte zu dem Schluss, dass es sich um die Leiche Ferraras handeln musste. Niemand wurde jemals wegen dieses Mordes angeklagt.

## Darstellung in der Kunst
- In Martin Scorseses Film Goodfellas  (1990) wird sie von Elizabeth Whitcraft dargestellt.
- Im Fernsehfilm  The Ten Million Dollar Getaway (1991) wird sie von der Schauspielerin  Karen Young dargestellt.